# Вевержи

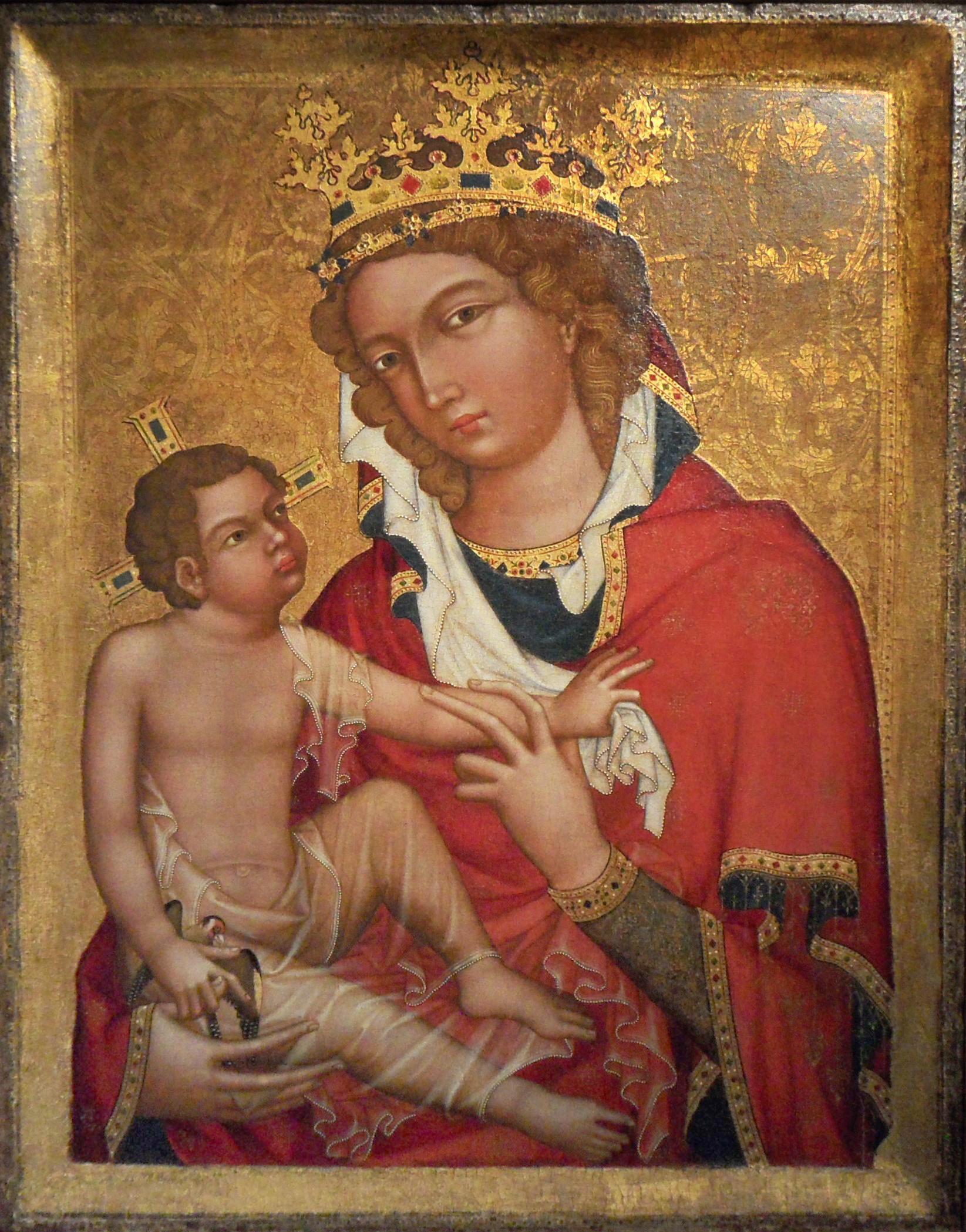
Икона Мадонна из Вевержи

Замок Вевержи (чеш. Veveří) — королевский замок, памятник средневековой архитектуры. Приблизительно в 13 километрах к северо-западу от центра Брно, на лесистом мысу у Брненского водохранилища, при крутом повороте реки Свратки, где в неё впадает ручей Веверка (с чеш. — «белка»). Территорией замка ведают власти города Брно.
Один из древнейших и крупнейших замков не только Моравии, но и всего Чешского государства.

## История
Согласно легенде, замок был заложен около 1059 года князем Конрадом I Брненским.
Древняя часть замка (позднероманский и раннеготический стиль) стоит на узкой части мыса.
Первое упоминание 31 декабря 1213 года, когда в документах, выданных Ордену Иоаннитов королём Пршемыслом Откаром I, упоминается Stephanus de Weverin, что означает Стефан из Вевержи.
Не исключено, что Вевержи в XIII веке был только охотничьим замком и лишь со временем превратился в административный центр обживаемых земель вверх по течению реки Свратки. Пршемысл Отакар II помещал здесь своих политических оппонентов.
В течение трех десятилетий после смерти последнего из Пршемысловичей, Вацлава III, замок Вевержи упоминается только один раз. 14 августа 1308 года вновь избранный чешским королём Индржих (Генрих Хорутанский) обязуется заплатить Фридриху Габсбургу 45000 пражских гривен за право на управление Чехией и Моравией. До оплаты Генрихом указанной суммы королевские имения в Моравии остаются за Фридрихом, в том числе замок Вевержи.
В 1311 замок был перестроен неким Яном из Вартенберга. При короле Иоанне Вевержи оставался под управлением местной шляхты.
Впоследствии,брат Карла IV, Ян Генрих, став маркграфом укрепил и расширил замок. Выбрал его в качестве одной из своих резиденций, он строит новые башни, двор, стены и часовню.
27 марта 1421 король Сигизмунд Люксембургский, во время войны с гуситами, поручил замок Вевержи своему гетману Петру Кутею, который по его мнению, смог бы защитить город Брно и наказать еретиков, по всей Моравии. Но эти планы не сбылись, хотя Вевержи остался на стороне короля.
В 1424 году замок Вевержи был осаждён гуситами, но безуспешно.
В 1468 году замок был захвачен войском Матиаша Корвина (будущего короля Чехии совместно с Владиславом Ягалло).В 1645 году, при осаде Брно шведскими войсками, был осажден и замок Вевержи, защитники которого также выдержали вражеский натиск.
В 1830 году (28 февраля) в Вевержи был похороенн свергнутый шведский король Густав IV Адольф. 
В 1844 году замок был куплен австрийским банкиром, бароном греческо-аромунского происхождения Георгом фон Синой. В 1870 году замок переоборудован, появился английский парк и теплицы.
В начале XX века замок Вевержи трижды посещал Уинстон Черчилль: в августе 1906, сентябре 1907 года, и сентябрь 1908 — во время своего медового месяца.
Последний частный владелец шесть лет судился с чешскими властями по вопросу своей собственности и только в 1925 году согласился на денежную компенсацию. С того времени замок с прилегающей территорией становится национальным достоянием.
Во время немецкой оккупации с 1942 по 1945 годы замок использовался для нужд Вермахта и СС, в частности для военной подготовки.
Замок сильно пострадал в ходе боевых действий по освобождению Брно.
После 1972 года возник проект реконструкции замка под конференц-центр, но в связи с «бархатной революцией» остановлен. В начале XXI века здания комплекса, повреждённые неумелыми реконструкциями, активно реставрировались и продолжают восстанавливаться.